# 刘易斯敦 (宾夕法尼亚州)
刘易斯敦（Lewistown）是美国宾夕法尼亚州米夫林县的一个自治市镇，是米夫林县的县城，也是宾夕法尼亚州刘易斯敦小都市统计区的主要城市，该统计区包括了米夫林县的所有地区。它位于朱尼亚塔河沿岸，在哈里斯堡西北61英里（98公里）处。1900年居住在刘易斯敦的人口为4451人；1910年为8166人；1940年为13017人；2000年为8998人。2020年美国人口普查时，人口为8,561人。在美国名为 "刘易斯敦 "的四个社区中，该区是最大的一个。

## 历史

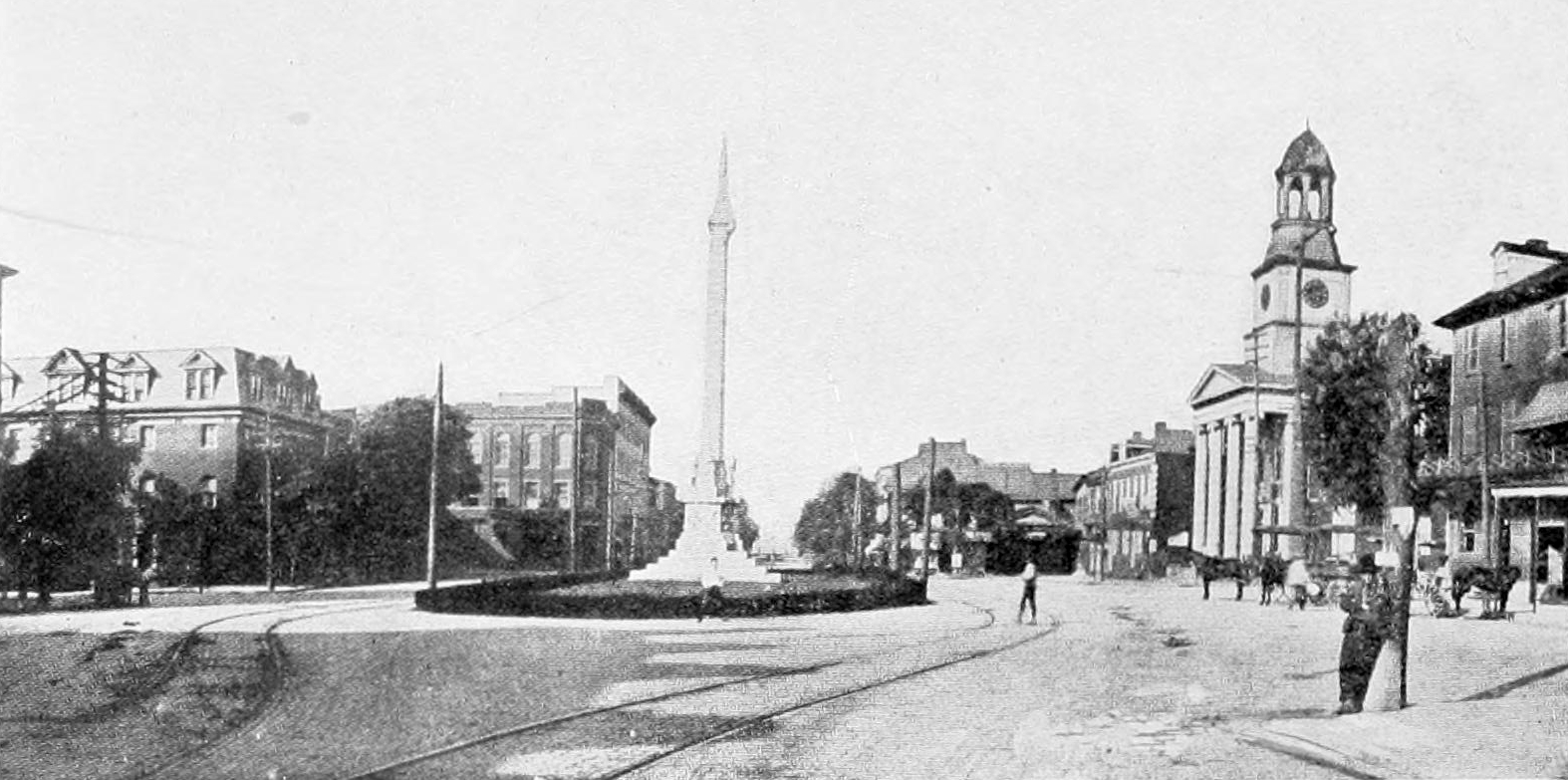
刘易斯敦纪念碑广场，1913 年

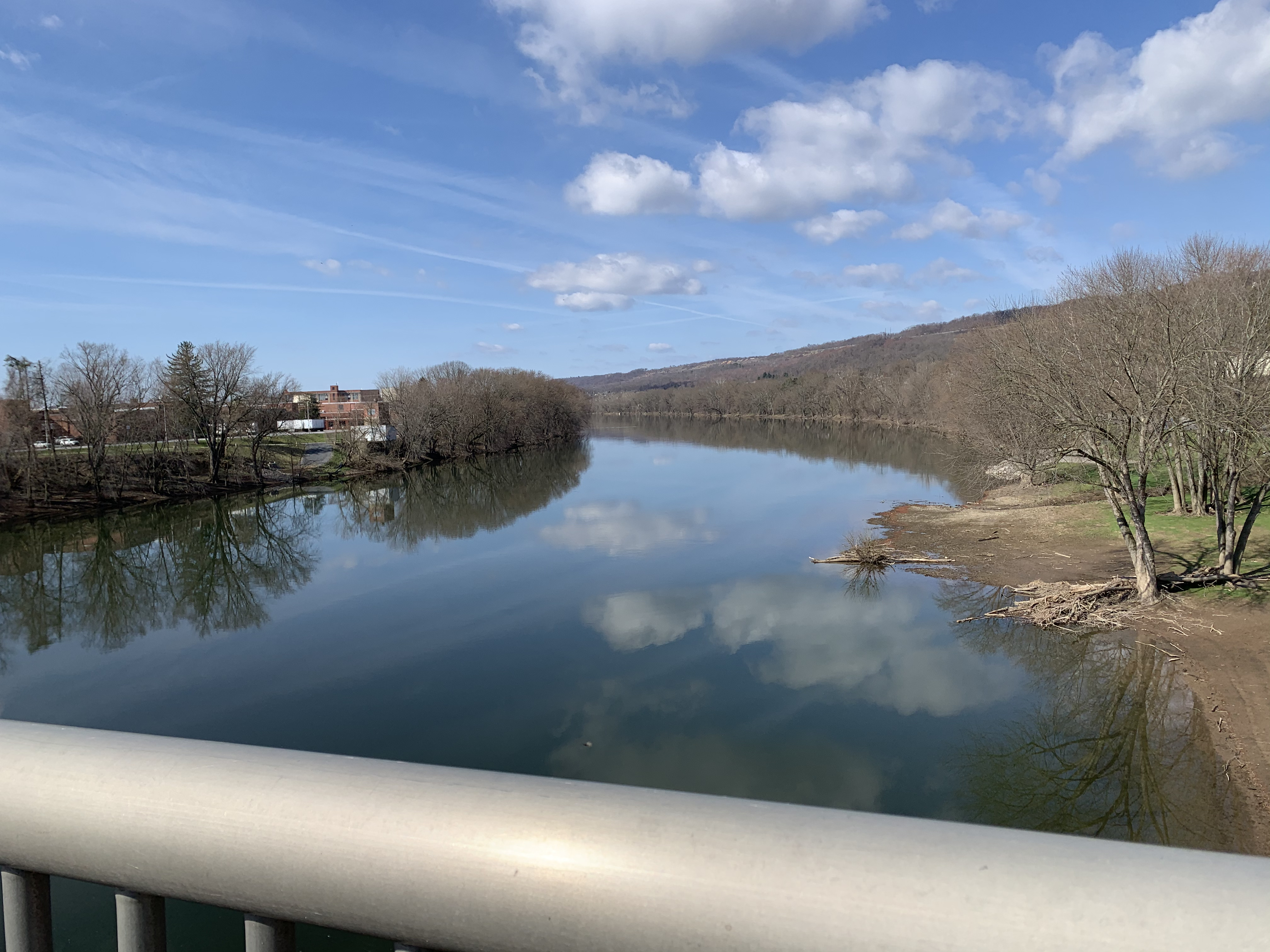
刘易斯敦的朱尼亚塔河

### 早期历史
该自治市镇于 1795 年成立，并以贵格会教徒和立法机构成员威廉“比尔”刘易斯的名字命名，他负责指定该自治市镇，当时被称为奥赫森村，是米夫林县。
19 世纪后期，米夫林县成为英联邦的十字路口。该地区靠近该州的地理中心，成为四通八达的交通枢纽。
早期的道路纵横交错该地区，但真正使米夫林县成为该州经济力量的是宾夕法尼亚运河的最终建设和随后的铁路。
刘易斯敦作为米夫林县的主要城市，随着企业家创办公司建造运河船或建造旅馆为旅行者和工人提供住宿，其经济急剧发展。
在鼎盛时期，米夫林县是美国最繁忙的货运和客运中心之一。但随着运河系统的消亡，米夫林县最终失去了作为主要交通枢纽的地位。

### 美国内战
1861 年 4 月 16 日，刘易斯敦将最初成立于 1858 年的民兵组织洛根卫队派往华盛顿特区进行防御。他们是仅有的五家公司之一，全部在宾夕法尼亚州招募，有幸成为第一批派往首都的美军。纪念碑广场位于刘易斯敦主街和市场街的交汇处，是对这些人的纪念。

### 经济衰退
在刘易斯敦的工业失败之后，开始了长期的衰退。1990 年代见证了包括 Masland 和 Lear 在内的几家工厂的亏损，以及标准钢铁公司申请重组破产。2000 年代初期，Scotty's Fashions、Mann Edge Tool、Overhead Door 关闭了其分部，福特纽荷兰关闭了其 Belleville 工厂，这也导致 Belleville Foundry 关闭。

### 现在
2011年，标准钢铁公司与日本公司住友工业合并，现在被称为新日铁；这次合并有效地挽救了 500 名工会工人以及该地区许多其他工人的工作。First Quality 是一家成人失禁产品制造商，在 Lewistown 开设了一家工厂，雇佣了大约 400 名员工。Geisinger 于 2013 年收购了 Lewistown 医院，并扩大了服务范围，包括直升机停机坪、Geisinger LIFE 计划以及附近Reedsville的一家新诊所。
如今，刘易斯敦见证了年轻企业家开办新小型企业的蓬勃发展，包括餐馆和零售业。Lewistown 和State College之间的增强公路系统建设于 2020 年完成，更好地连接了两个社区。

## 地理
根据美国人口普查局的数据，该行政区总面积为 2.0 平方英里（5.2 平方公里），全部为土地。该镇的边界位于Juniata 河沿岸。

## 人口
| 调查年     | 人口   | 备注  | %±     |
| ---------- | ------ | ----- | ------ |
| 1800       | 523    |       | —      |
| 1810       | 474    |       | −9.4%  |
| 1820       | 773    |       | 63.1%  |
| 1830       | 1,479  |       | 91.3%  |
| 1840       | 2,058  |       | 39.1%  |
| 1850       | 2,733  |       | 32.8%  |
| 1860       | 2,638  |       | −3.5%  |
| 1870       | 2,737  |       | 3.8%   |
| 1880       | 3,222  |       | 17.7%  |
| 1890       | 3,273  |       | 1.6%   |
| 1900       | 4,451  |       | 36.0%  |
| 1910       | 8,166  |       | 83.5%  |
| 1920       | 9,849  |       | 20.6%  |
| 1930       | 13,357 |       | 35.6%  |
| 1940       | 13,017 |       | −2.5%  |
| 1950       | 13,894 |       | 6.7%   |
| 1960       | 12,640 |       | −9.0%  |
| 1970       | 11,098 |       | −12.2% |
| 1980       | 9,830  |       | −11.4% |
| 1990       | 9,341  |       | −5.0%  |
| 2000       | 8,998  |       | −3.7%  |
| 2010       | 8,338  |       | −7.3%  |
| 2020       | 8,561  |       | 2.7%   |
| 2021年估计 | 8,518  | [ 2 ] | −0.5%  |
| Sources:   |        |       |        |